# Лоос, Даниель-Фридрих
Даниель-Фридрих Лоос (нем. Daniel Friedrich Loos, 15 июня 1735, Альтенбург — 1 октября 1819, Берлин) — немецкий медальер и резчик монетных штемпелей.

## Биография
Учился у придворного медальера Фр. Штилера. С 1754 года работал на монетных дворах, первоначально — в Лейпциге, в 1756—1767 — в Магдебурге, затем в Берлине, главным гравёром монет и медальером. С 1768 года — придворный медальер, с 1787 года — член сената Прусской академии искусств.
С 1776 года изготавливал собственные медали и продавал их. В 1819 году основал медальерную мастерскую «Berliner Medaillen-Münzanstalt», которую после его смерти возглавил его сын Готфрид-Бернхард Лоос. В 1820 году, после протеста Генерального монетного управления, мастерская была переименована в «D. Loos Medaillen-Prägeanstalt».
Создал большое количество медалей, посвящённых правителям, выдающимся деятелям и историческим событиям, в том числе: на заключение Тешенского договора (1779), на казнь короля Людовика XVI (1793), в честь битв под Лейпцигом (1813) и при Ватерлоо (1815), на заключение второго Парижского мира (1815) и др.
Свои работы подписывал «D.L.», «D.LOOS», «D.F.LOOS». У медалей с подписью «LOOS» не всегда можно определить, кем они изготовлены — Даниелем-Фридрихом или его сыном, медальером Фридрихом-Вильгельмом.